# Viki Gabor
Wiktoria "Viki" Genowefa Gabor (sinh ngày 10 tháng 7 năm 2007) là một nữ ca sĩ người Ba Lan. Cô khởi nghiệp vào năm 2019 và giành vị trí á quân mùa thứ hai của The Voice Kids Poland, rồi sau đó đăng quang tại Junior Eurovision Song Contest 2019 với bài hát "Superhero". Cô là thí sinh Ba Lan thứ hai từng chiến thắng cuộc thi này, đồng thời chiến thắng của cô còn đánh dấu cột mốc lần đầu tiên một quốc gia có tới 2 quán quân đăng quang cuộc thi trong hai mùa liên tiếp.

## Đầu đời
Gabor chào đời tại Hamburg trong một gia đình người Ba Lan gốc Romani. Sau khi cô chào đời, gia đình họ trở về Ba Lan, rồi chuyển đến Anh Quốc và quay về định cư tại Kraków năm cô lên 7 tuổi. Gabor có một người em gái tên là Melisa – một nhà soạn nhạc và sáng tác ca khúc.

## Sự nghiệp

### 2019–nay:The Voice Kids Poland, Junior Eurovision và đột phá
Cuối năm 2018, Gabor tham gia tranh tài vòng sơ loại của mùa thứ hai chương trình The Voice Kids Poland. Cô đã nhập hội của Tomson & Baron và tiến sâu vào các vòng trong của cuộc thi, sau cùng cô lọt vào trận chung kết và phát hành đĩa đơn đầu tay mang tên "Time".
Sau The Voice Kids, Gabor được lựa chọn để thể hiện bài "Time" tại giải Young Choice Awards của chương trình Top of the Top Sopot Festival 2019. Kế đó cô được chọn tham gia tranh tài tại cuộc thi Szansa na sukces – nơi chọn ra thí sinh đại diện cho Ba Lan để dự thi Junior Eurovision Song Contest 2019. Gabor tiến đến trận chung kết và giành được ngôi quán quân với bài hát "Superhero".

## Danh sách đĩa nhạc

### Album phòng thu
| Tựa                           | Chi tiết album                                                                                                 | Vị trí xếp hạng chọn lọc | Doanh số      | Chứng chỉ    |
| Tựa                           | Chi tiết album                                                                                                 | POL                      | Doanh số      | Chứng chỉ    |
| ----------------------------- | --- | ------------------------ | ------------- | ------------ |
| Getaway (Into My Imagination) | - Phát hành: 4 tháng 9 năm 2020 - Hãng đĩa: Universal Music Polska - Định dạng: CD, tải kĩ thuật số, streaming | 6                        | - POL: 15.000 | - ZPAV: Vàng |

### Đĩa đơn
| Tựa                                                                                               | Năm  | Vị trí xếp hạng cao nhất | Doanh số      | Chứng chỉ           | Album                         |
| Tựa                                                                                               | Năm  | POL                      | Doanh số      | Chứng chỉ           | Album                         |
| ------------------------------------------------------------------------------------------------- | ---- | ------------------------ | ------------- | ------------------- | ----------------------------- |
| "Time"                                                                                            | 2019 | —                        |               |                     | Getaway (Into My Imagination) |
| "Superhero"                                                                                       | 2019 | 1                        | - POL: 40.000 | - ZPAV: 2× Bạch kim | Getaway (Into My Imagination) |
| "Ramię w ramię" (với Kayah)                                                                       | 2020 | 4                        | - POL: 40.000 | - ZPAV: 2× Bạch kim | Getaway (Into My Imagination) |
| "Getaway"                                                                                         | 2020 | 6                        | - POL: 10.000 | - ZPAV: Vàng        | Getaway (Into My Imagination) |
| "Forever and a Night"                                                                             | 2020 | —                        |               |                     | Getaway (Into My Imagination) |
| "Not Gonna Get It"                                                                                | 2020 | 46                       |               |                     | Getaway (Into My Imagination) |
| "Wznieść się chcę"                                                                                | 2020 | —                        |               |                     | Over the Moon                 |
| "Afera"                                                                                           | 2020 | 15                       |               |                     | Getaway (Into My Imagination) |
| "—" chỉ một bản nhạc không được phát hành hoặc không có mặt trên bảng xếp hạng của thị trường đó. |      |                          |               |                     |                               |

### Đĩa đơn quảng bá
| Tựa                    | Năm  | Album                             |
| ---------------------- | ---- | --------------------------------- |
| "Silent Night"         | 2019 | đĩa đơn không nằm trong album nào |
| "Cicha noc"            | 2019 | đĩa đơn không nằm trong album nào |
| "Still Standing"       | 2020 | Getaway (Into My Imagination)     |
| "That's What She Said" | 2020 | Getaway (Into My Imagination)     |